# Кабылан-Кол
Кабылан-Кол (кирг. Кабылан-Кол) — село в Алайском районе Ошской области Кыргызстана. Административный центр Кабылан-Колского айылного аймака.

## География
Село расположено в южной части области, на правом берегу реки Туура (бассейн реки Куршаб), на расстоянии приблизительно 11 километров (по прямой) к северо-западу от села Гульча, административного центра района. Абсолютная высота — 1690 метров над уровнем моря.

## Население
Согласно оценочным данным Национального статистического комитета Кыргызской Республики, численность населения села на начало 2023 года составляла 760 человек.
| год     | 2009 | 2014 | 2015 | 2020 | 2021 | 2023 |
| ------- | ---- | ---- | ---- | ---- | ---- | ---- |
| человек | 769  | 601  | 612  | 717  | 735  | 760  |